# Partie polityczne Francji
Partie polityczne Francji
| Nazwa polska                                  | Nazwa                                        | Skrót     | Faktyczny lider       | Uwagi                                                     | Ideologia polityczna                                                                                       | Kandydat w wyborach prezydenckich 2022                    |
| Trockiści                                     | Trockiści                                    | Trockiści | Trockiści             | Trockiści                                                 | Trockiści                                                                                                  | Trockiści                                                 |
| --------------------------------------------- | -------------------------------------------- | --------- | --------------------- | --------------------------------------------------------- | --- | --------------------------------------------------------- |
| Walka Robotnicza                              | Lutte Ouvrière                               | LO        | Nathalie Arthaud      | znikome poparcie (do 2004 reprezentowana w PE)            | trockizm                                                                                                   | Nathalie Arthaud                                          |
| Nowa Partia Antykapitalistyczna               | Nouveau Parti Anticapitaliste                | NPA       | Olivier Besancenot    | partia antykapitalistyczna we Francji, znikome poparcie   | socjalizm demokratyczny, zielony socjalizm, trockizm                                                       | Philippe Poutou                                           |
| Skrajna Lewica                                |                                              |           |                       |                                                           | |                                                           |
| Francja Niepokorna                            | La France insoumise                          | LFI       | Jean-Luc Mélenchon    | wysokie poparcie, główna partia lewicy                    | demokratyczny socjalizm                                                                                    | Jean-Luc Mélenchon                                        |
| Lewica                                        |                                              |           |                       |                                                           | |                                                           |
| Partia Socjalistyczna                         | Parti Socialiste                             | PS        | Olivier Faure         | dawniej główna partia lewicy                              | socjaldemokratyzm, socjalizm                                                                               | Anne Hidalgo                                              |
| Lewicowa Partia Radykalna                     | Parti Radical de Gauche                      | PRG       | Guillaume Lacroix     | znikome poparcie                                          | socjaldemokratyzm, socjalliberalizm                                                                        | -                                                         |
| Ruch Obywatelski                              | Mouvement Citoyen                            | MC        | Jean-Marie Alexandre  | znikome poparcie                                          | populizm                                                                                                   | -                                                         |
| Francuska Partia Komunistyczna                | Parti Communiste Français                    | PCF       | Fabien Roussel        | główna partia komunistyczna we Francji                    | eurokomunizm, socjalizm                                                                                    | Fabien Roussel                                            |
| Zieloni                                       |                                              |           |                       |                                                           | |                                                           |
| Europa Ekologia - Zieloni                     | Europe Écologie-Les Verts                    | EÉLV      | Julien Bayou          | średnie poparcie                                          | zielona polityka, alterglobalizm                                                                           | Yannik Jadot                                              |
| Niezależny Ruch Ekologiczny                   | Mouvement Écologiste Indépendant             | MEI       | Antoine Waechter      | znikome poparcie                                          | ekologizm, partia centrowa                                                                                 | -                                                         |
| Centryści                                     |                                              |           |                       |                                                           | |                                                           |
| Republiko Naprzód!                            | La Republique en Marche                      | LREM      | Emmanuel Macron       | partia obecnego prezydenta Francji                        | centryzm, liberalizm, socjalliberalizm, proeuropeizm                                                       | Emmanuel Macron (ubiegający się o reelekcję - druga tura) |
| Ruch Demokratyczny                            | Mouvement Démocrate                          | MoDem     | François Bayrou       | średnie poparcie, powstała w 2007 na bazie części UDF     | socjalliberalizm, centryzm                                                                                 | -                                                         |
| Nowe Centrum                                  | Nouveau Centre                               | NC        | Hervé Morin           | koalicjant UMP, powstała w 2007 na bazie części UDF       | liberalizm, centryzm                                                                                       | -                                                         |
| Prawica i Centroprawica                       |                                              |           |                       |                                                           | |                                                           |
| Republikanie                                  | Les Républicains                             | LR        | Christian Jacob       | główna partia prawicy                                     | liberalny konserwatyzm, chrześcijańska demokracja, gaullizm                                                | Valérie Pécresse                                          |
| Wytrzymamy!                                   | Résistons!                                   | RES       | Jean Lassalle         | centroprawica, znikome poparcie                           | agraryzm, humanizm, lokalizm, suwerenność, lekki eurosceptycyzm, konserwatyzm socjalny                     | Jean Lassalle                                             |
| Narodowe Centrum Niezależnych i Chłopów       | Centre National des Indépendants et Paysans  | CNI       | Bruno North           | znikome poparcie                                          | chrześcijańska demokracja                                                                                  | -                                                         |
| Droga Ludu                                    | La Voie du Peuple                            | VIA       | Jean-Frédéric Poisson | znikome poparcie                                          | konserwatyzm                                                                                               | -                                                         |
| Eurosceptycy                                  |                                              |           |                       |                                                           | |                                                           |
| Powstań Republiko                             | Debout la République                         | DLR       | Nicolas Dupont-Aignan | znikome poparcie                                          | eurosceptycyzm, konserwatyzm                                                                               | Nicolas Dupont-Aignan                                     |
| Ruch Wiejski                                  | Le Mouvement de la ruralité                  | LMR       | Eddie Puyjalon        | znikome poparcie                                          | tradycjonalizm                                                                                             | -                                                         |
| Skrajna Prawica                               |                                              |           |                       |                                                           | |                                                           |
| Zjednoczenie Narodowe                         | Rassemblement National                       | RN        | Marine Le Pen         | wysokie poparcie                                          | nacjonalizm, eurosceptycyzm, polityka antyimigracyjna, narodowy konserwatyzm                               | Marine Le Pen (druga tura)                                |
| Rekonkwista                                   | Reconquête                                   | R!        | Éric Zemmour          | średnie poparcie                                          | nacjonalizm, eurosceptycyzm, polityka antyimigracyjna, narodowy konserwatyzm, prawicowy populizm, gaullizm | Éric Zemmour                                              |
| Partie rozwiązane                             |                                              |           |                       |                                                           | |                                                           |
| Unia na rzecz Demokracji Francuskiej          | Union pour la Démocratie Française           | UDF       | François Bayrou       | formalnie istnieje, faktycznie rozpadła się na MoDem i NC | centryzm, liberalizm                                                                                       | -                                                         |
| Zgromadzenie na rzecz Republiki               | Rassemblement pour la République             | RPR       | Michelle Alliot-Marie | w 2002 weszła w skład UMP                                 | konserwatyzm, gaullizm                                                                                     | -                                                         |
| Demokracja Liberalna                          | Démocratie Libérale                          | DL        | Alain Madelin         | w 2002 weszła w skład UMP                                 | neoliberalizm                                                                                              | -                                                         |
| Partia Ludowa na rzecz Demokracji Francuskiej | Parti populaire pour la démocratie française | PPDF      | Hervé de Charette     | w 2002 weszła w skład UMP                                 | liberalizm                                                                                                 | -                                                         |